# Carl Gustav Carus
Carl Gustav Carus (3. ledna 1789 Lipsko – 28. července 1869 Drážďany) byl německý malíř, lékař, psycholog, fyziolog a botanik,  významný představitel romantismu a univerzální učenec 19. století. Roku 1811 se stal doktorem medicíny a filozofie, roku 1814 profesorem medicíny a ředitelem porodnice v Drážďanech. Byl přítelem Caspara Davida Friedricha a Johanna Wolfganga von Goetha.
Roku 1844 Carus jako osobní lékař doprovázel saského krále Fridricha Augusta II. do Velké Británie, kde se Carus seznámil s řadou místních osobností. Své poznatky pak uveřejnil v knize Cesta saského krále Anglií a Skotskem (1844).
Jako vědec je Carus znám jednak myšlenkou archetypálního obratlovce, kterou později využil Charles Darwin při práci na své teorii evoluce, jednak psychologickou teorií, kterou ocenil Carl Gustav Jung pro Carusův poznatek, že nevědomí je základem psychiky.
Při citaci botanických názvů se Carl Gustav Carus uvádí jako Carus.

## Biografie
Carl Gustav Carus se narodil v roce 1789 v Lipsku. Vystudoval chemii a medicínu na Lipské univerzitě a během lékařského studia se také učil kreslit a malovat na Oeserově výtvarné akademii. V roce 1811 získal titul doktora medicíny a doktora filozofie. V roce 1814 byl jmenován profesorem porodnictví v Drážďanech na Královské chirurgicko-lékařské akademii. V čele porodnice stál do roku 1827 a pod jeho vedením bylo vyškoleno mnoho porodních asistentek, studentů a lékařů. Publikoval řadu článků a knih s lékařskou a filozoficko-psychologickou tematikou.
V roce 1817 se seznámil s Casparem Davidem Friedrichem a stali se blízkými přáteli. Friedrich mu poskytl rady v technice olejomalby a ovlivnil také Carusovy počáteční náměty kostelních ruin a večerních a zimních krajin, které byly prodchnuty náboženskou mystikou. Pozdější díla Carus maloval s větším naturalismem a spojoval vědecké poznání s intuitivním a duchovním vhledem do přírody. Měnící se postoj k přírodě odráží jeho dílo Neun Briefe über Landschaftsmalerei (Devět dopisů o krajinomalbě, 1819 - 1831).

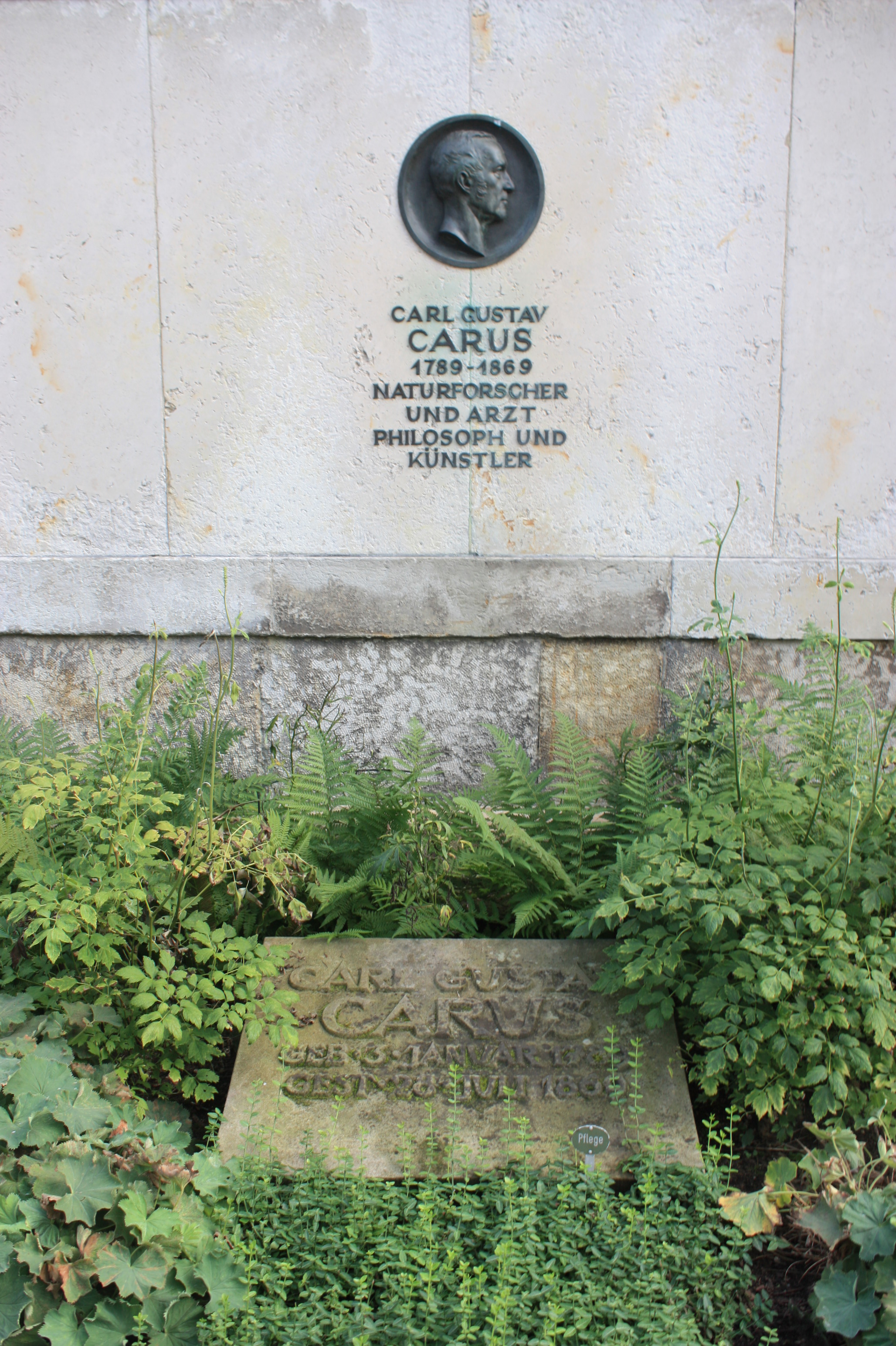
Carusův hrob na hřbitově Trinitatis-Friedhof v Drážďanech

Od roku 1827 působil jako dvorní lékař saského královského rodu a byl lékařem tří králů. Roku 1844 doprovázel jako osobní lékař Fridricha Augusta II. na neformální cestě po Británii. Nejednalo se o státní návštěvu, ale král byl spolu s Carusem hostem královny Viktorie a prince Alberta na hradě Windsor a Carus měl možnost navštívit mnoho památek v Londýně a univerzitních městech Oxford a Cambridge a setkat se s různými vědci. Absolvovali rozsáhlé cesty po Anglii, Walesu a Skotsku a později vydal na základě svého deníku knihu Cesta saského krále po Anglii a Skotsku (1844).
Carus byl známý svými pracemi v oblasti fyziologie, psychologie a filozofie a jako jeden z prvních se věnoval experimentální práci v oblasti srovnávací osteologie a anatomie hmyzu. Vědci ho znají také jako autora konceptu archetypu obratlovců, který byl zásadní myšlenkou při vývoji Darwinovy evoluční teorie. V roce 1836 byl zvolen zahraničním členem Královské švédské akademie věd. Známé je jeho dílo Psyche (1846). Carl Jung mu přisuzoval zásluhu na tom, že poukázal na nevědomí jako na podstatný základ psychiky. Ve filozofii byl ovlivněn Aristotelem, Platónem, Friedrichem Schellingem a Johannem Wolfgangem von Goethem, o němž napsal několik prací. Nejvýznamnější je Goethe dessen seine Bedeutung für unsere und die kommende Zeit (Goetheho význam pro naši dobu a budoucnost, 1863).
Carus zemřel v roce 1869 v Drážďanech. Je pohřben na hřbitově Trinitatis-Friedhof východně od centra města, jeho hrob se nachází v jihozápadní části u jižní zdi. Lékařská akademie v Drážďanech nese od svého založení jeho jméno.

## Rodina
Jeho dcera Charlotte Carusová se provdala za malíře Ernsta Rietschela.

## Dílo

### Zoologie, entomologie, srovnávací anatomie, evoluce

Mnemosyne (1848)

- Lehrbuch der Zootomie (1818, 1834)
- Erläuterungstafeln zur vergleichenden Anatomie (1826–1855)
- Von den äusseren Lebensbedingungen der weiss- und kaltblütigen Tiere (1824)
- Über den Blutkreislauf der Insekten (1827)
- Grundzüge der vergleichenden Anatomie und Physiologie (1828)
- Lehrbuch der Physiologie für Naturforscher und Aerzte (1838)
- Zwölf Briefe über das Erdleben (1841)
- Natur und Idee oder das Werdende und sein Gesetz. (1861)

### Lékařství
- Lehrbuch der Gynekologie (1820, 1838)
- Grundzüge einer neuen Kranioskopie (1841)
- System der Physiologie (1847–1849)
- Erfahrungsresultate aus ärztlichen Studien und ärztlichen Wirken (1859)
- Neuer Atlas der Kranioskopie (1864)

### Psychologie,metafyzika,fyziognomie
- Vorlesungen über Psychologie (1831)
- Psyche; zur Entwicklungsgeschichte der Seele (1846, 1851)
- Über Grund und Bedeutung der verschiedenen Formen der Hand in veschiedenen Personen (1846)
- Über die ungleiche Befähigung der verschiedenen Menschenstämme für höhere geistige Entwicklung (1849)
- Physis. Zur Geschichte des leiblichen Lebens (1851)
- Denkschrift zum 100jährigen Geburtstagsfeste Goethes. Über ungleiche Befähigung der verschiedenen Symbolik der menschlichen Gestalt (1852, 1858)
- Über Lebensmagnetismus und über die magischen Wirkungen überhaupt (1857)
- Über die typisch gewordenen Abbildungen menschlicher Kopfformen (1863)
- Goethe dessen seine Bedeutung für unsere und die kommende Zeit (1863)
- Lebenserinnerungen und Denkwürdigkeiten – 4 svazky (1865–1866)
- Vergleichende Psychologie oder Geschichte der Seele in der Reihenfolge der Tierwelt (1866)

### Umění
- Neun Briefe über Landschaftsmalerei. Zuvor ein Brief von Goethe als Einleitung (1819–1831)
- Die Lebenskunst nach den Inschriften des Tempels zu Delphi ( 1863)
- Betrachtungen und Gedanken vor auserwählten Bildern der Dresdener Galerie (1867)

### Obrazy (výběr)

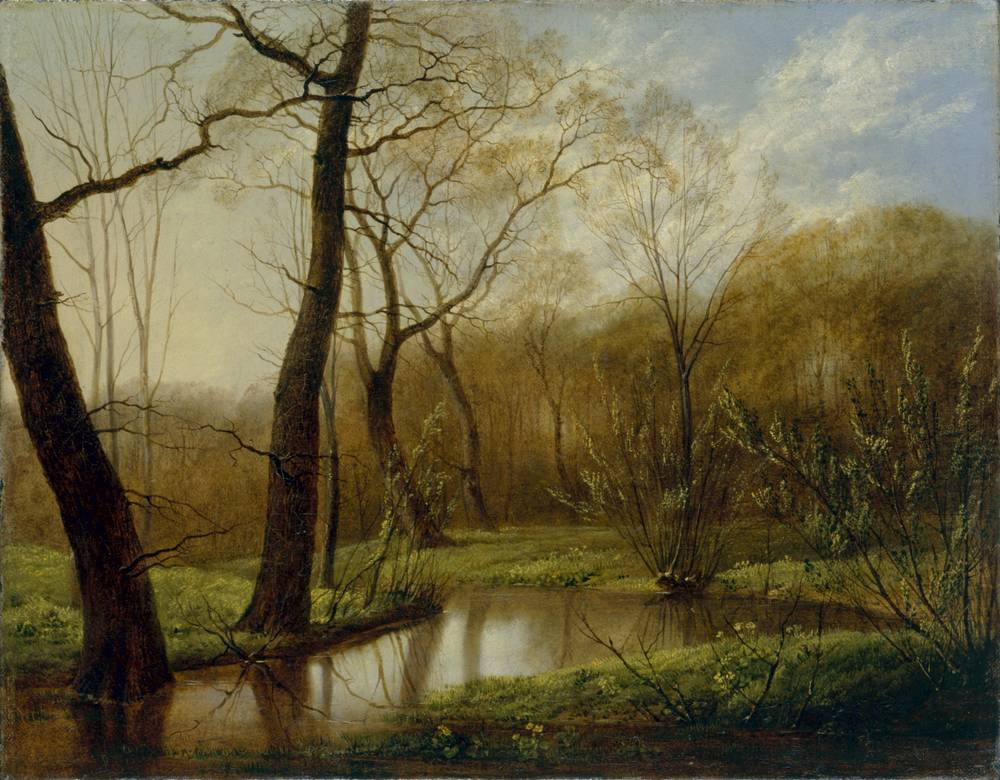
Jarní krajina v údolí Rosenthal u Lipska,1814
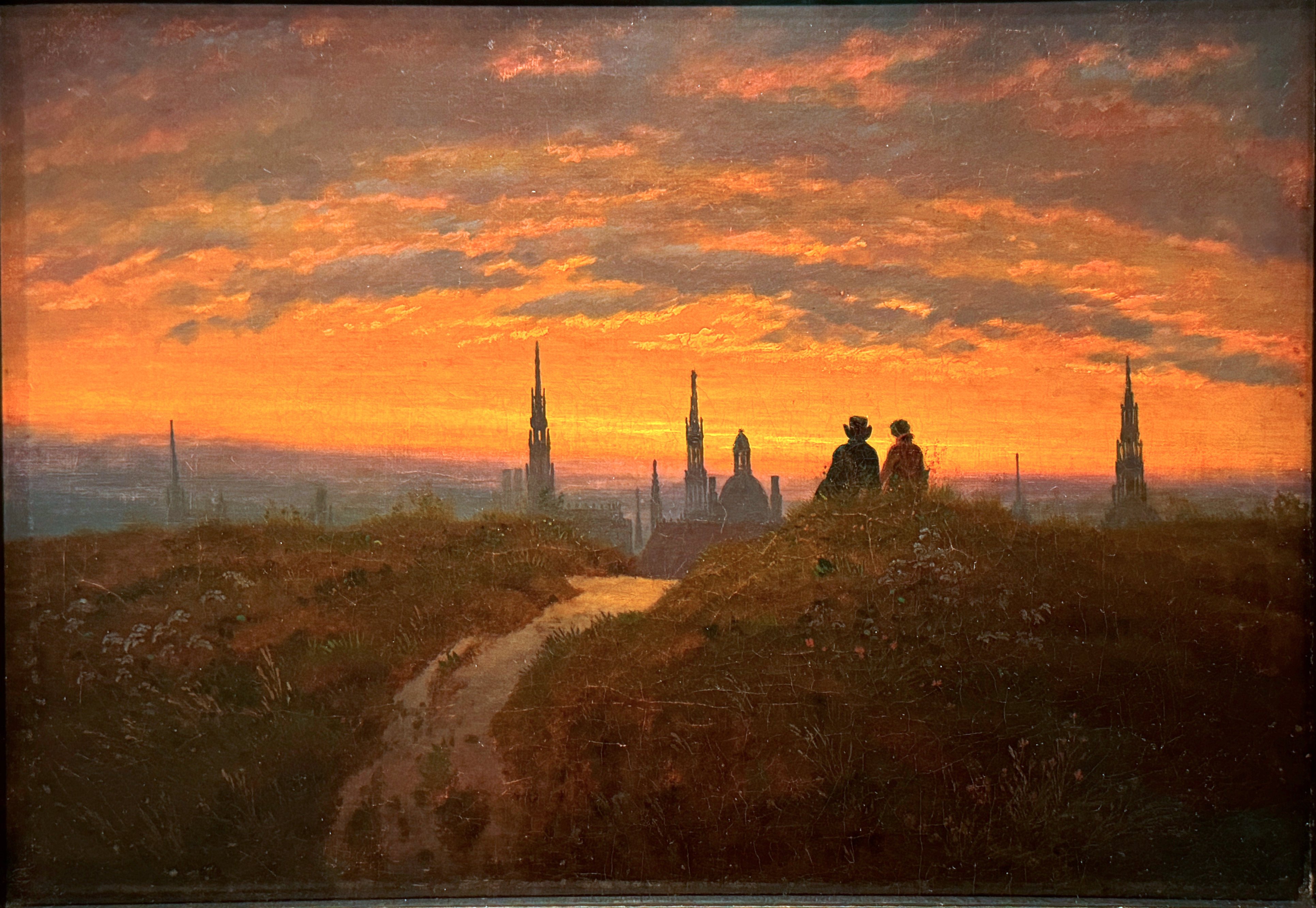
Drážďany při západu slunce, 1822
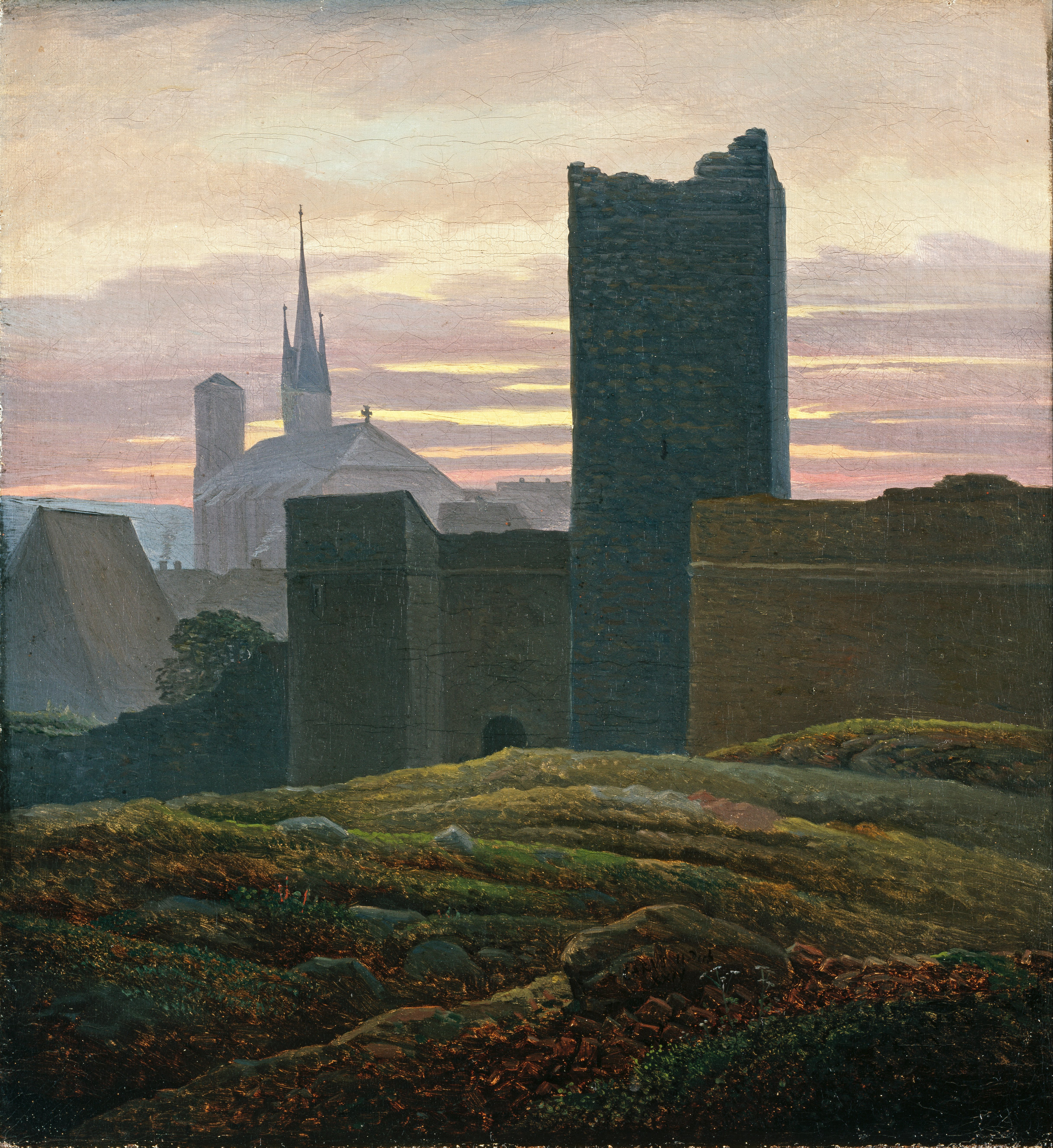
Císařský hrad, 1824
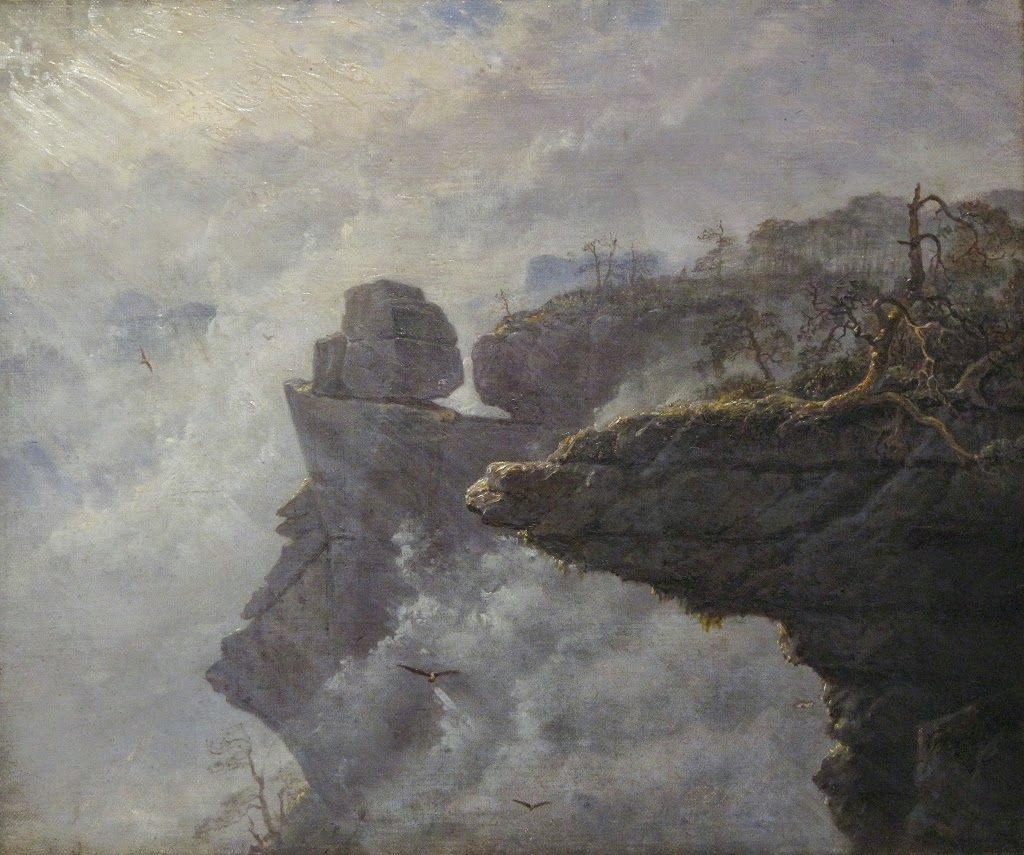
Mlžné mraky v Saském Švýcarsku, kolem roku 1828
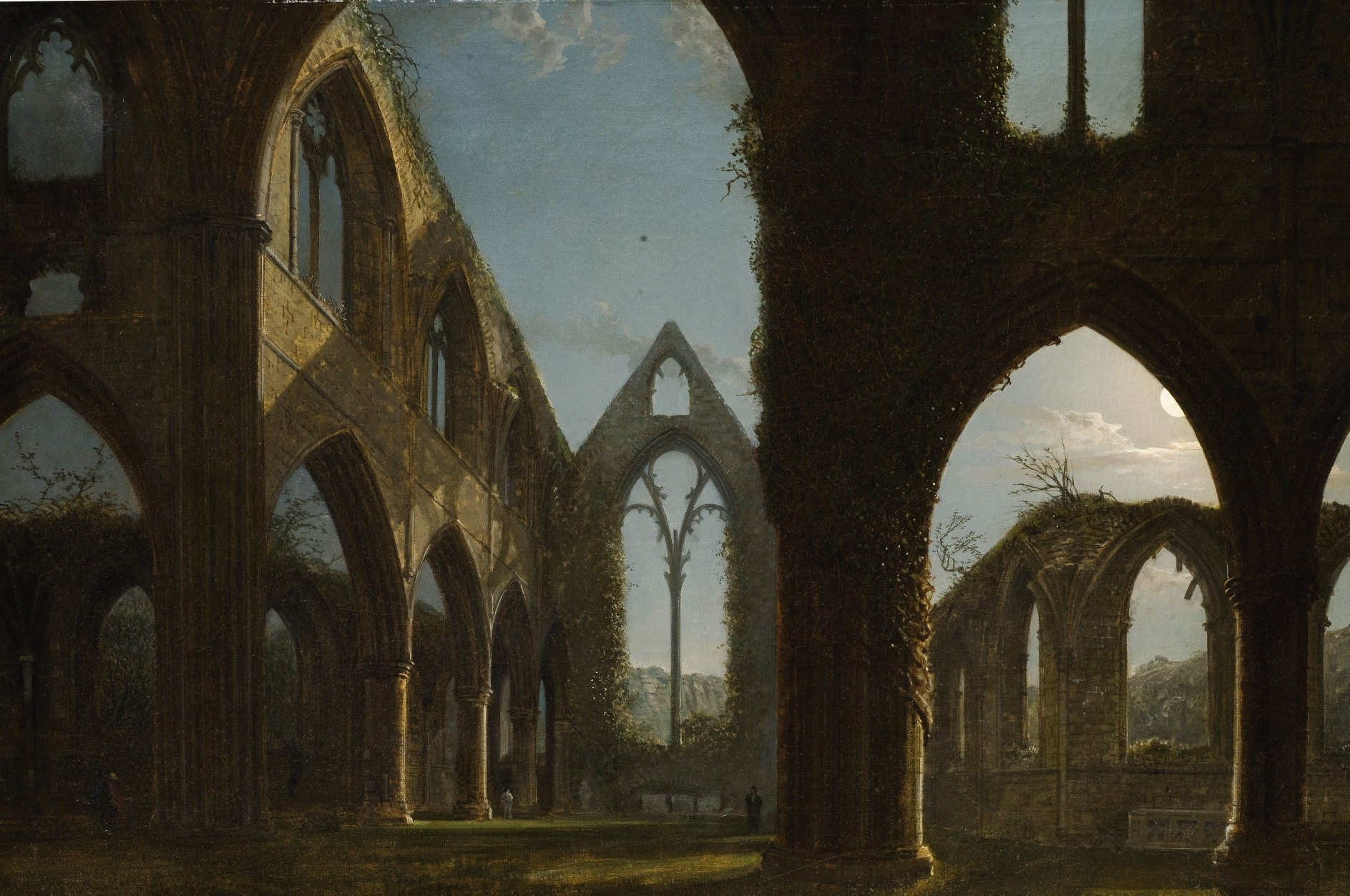
Tintern Abbey
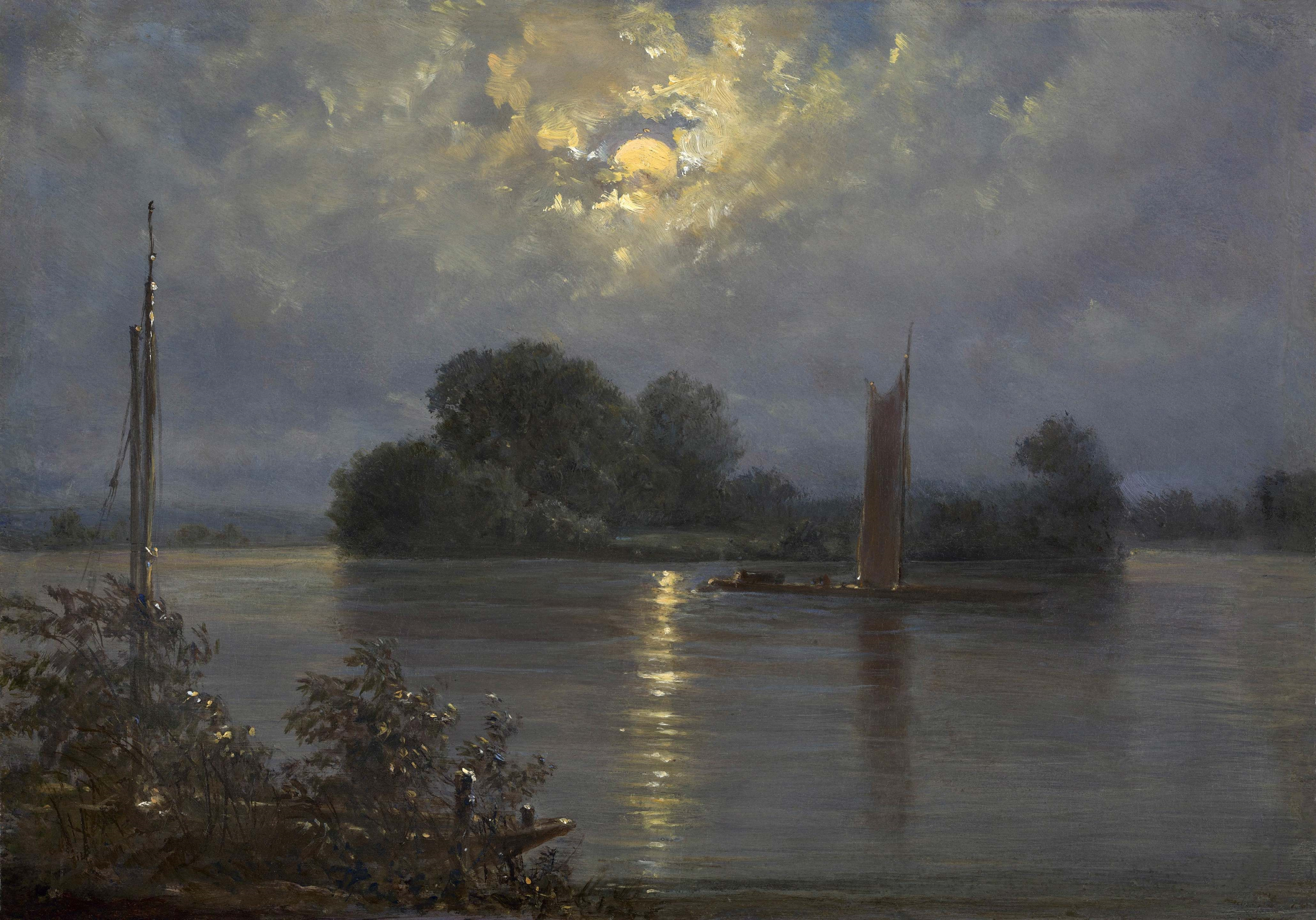
Úplněk u Pillnitzu
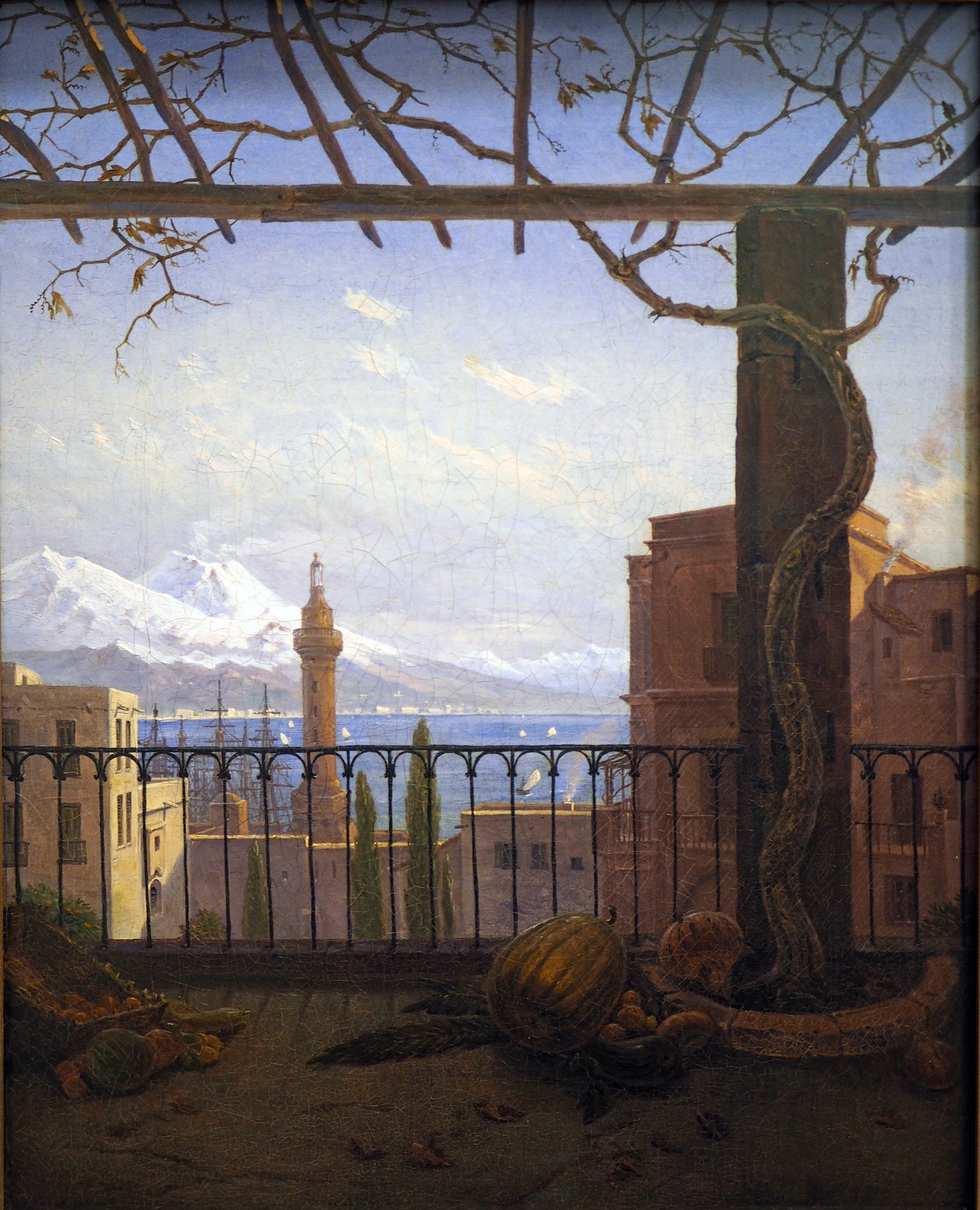
Neapol s Monte Somma a Vesuvem, 1830
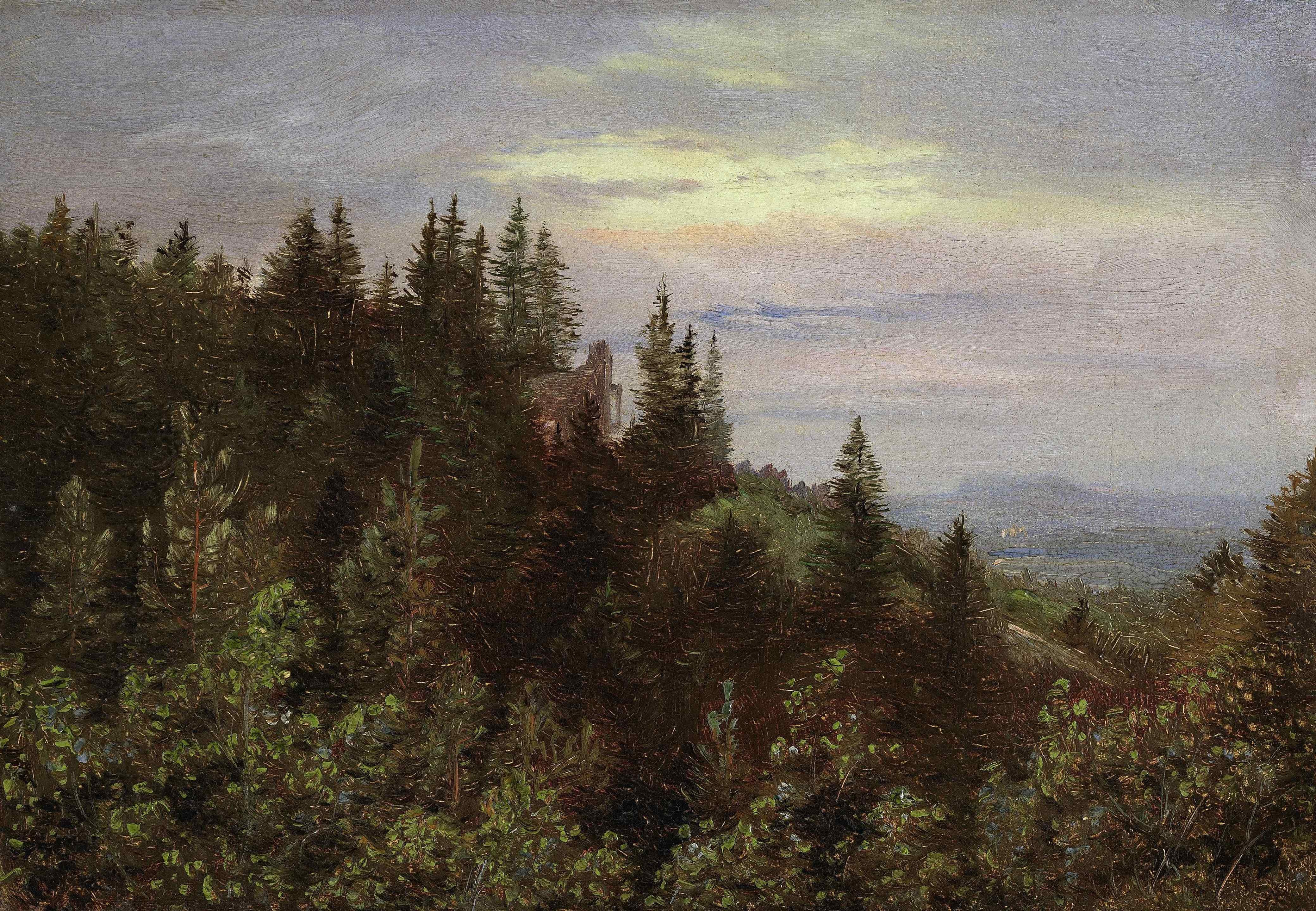
Večerní atmosféra v okolí Pillnitzu, 1835
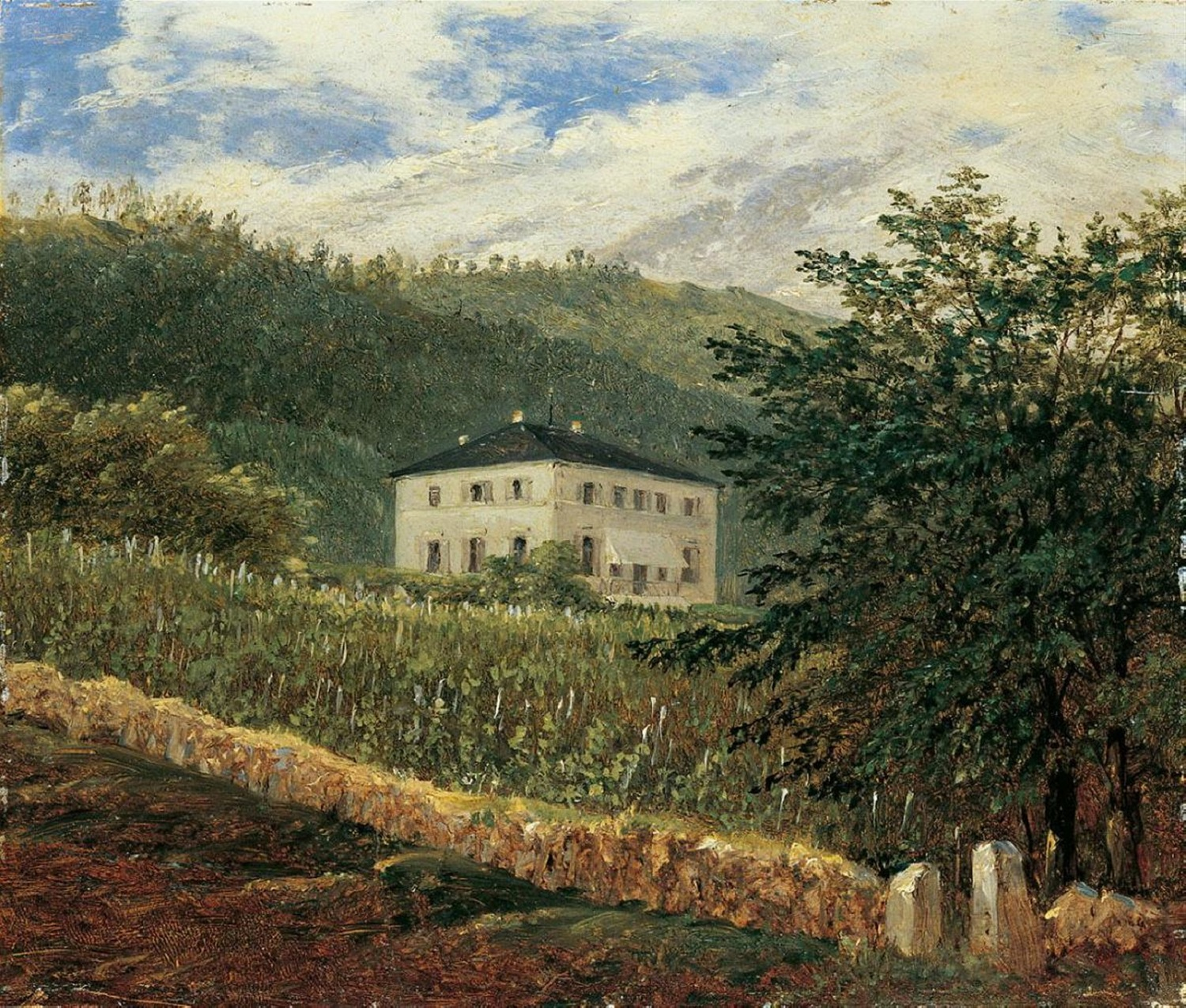
Královská vila ve Wachwitz u Drážďan, 1835
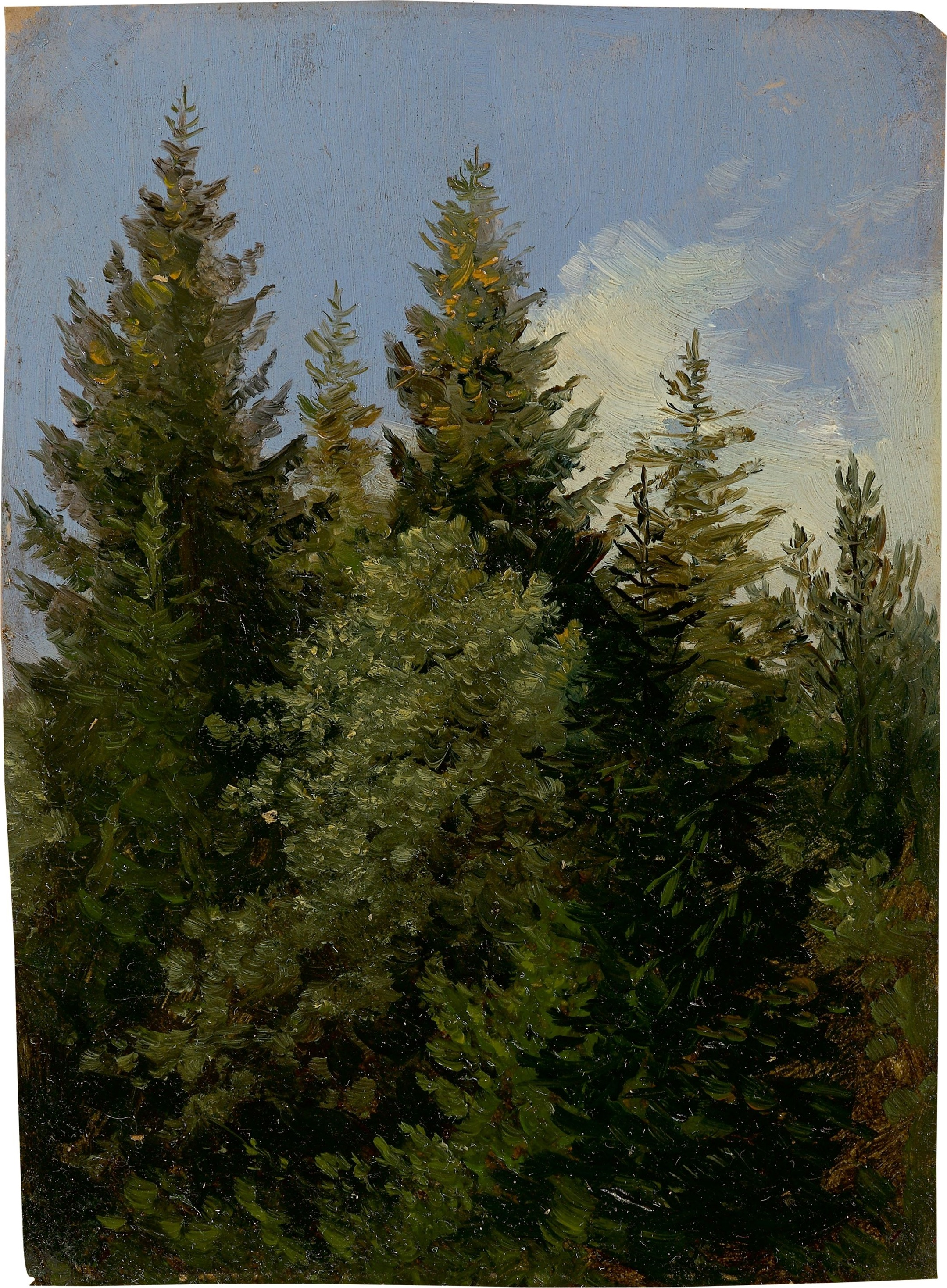
Stromy, kolem roku 1840
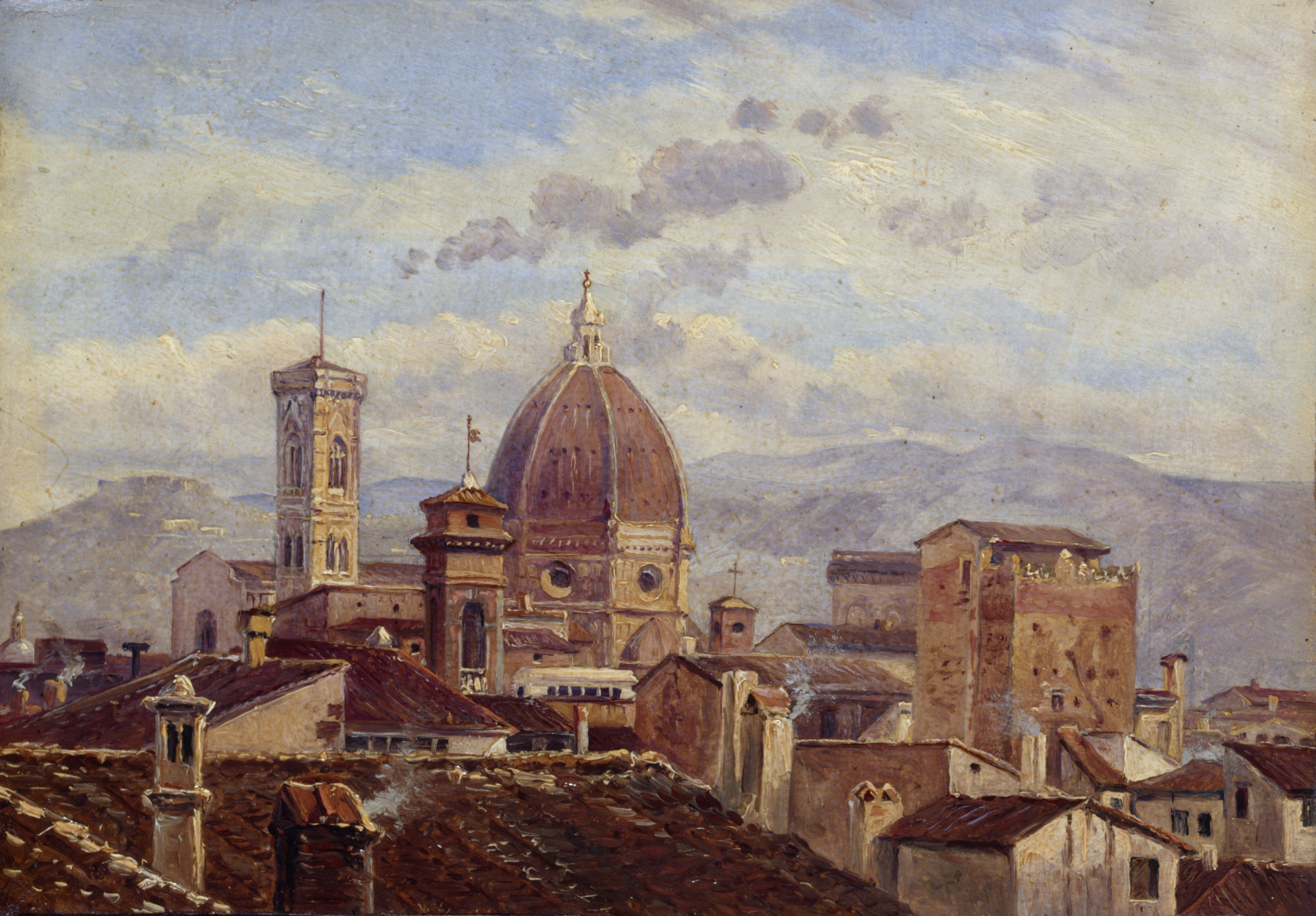
Pohled na Florencii, 1841
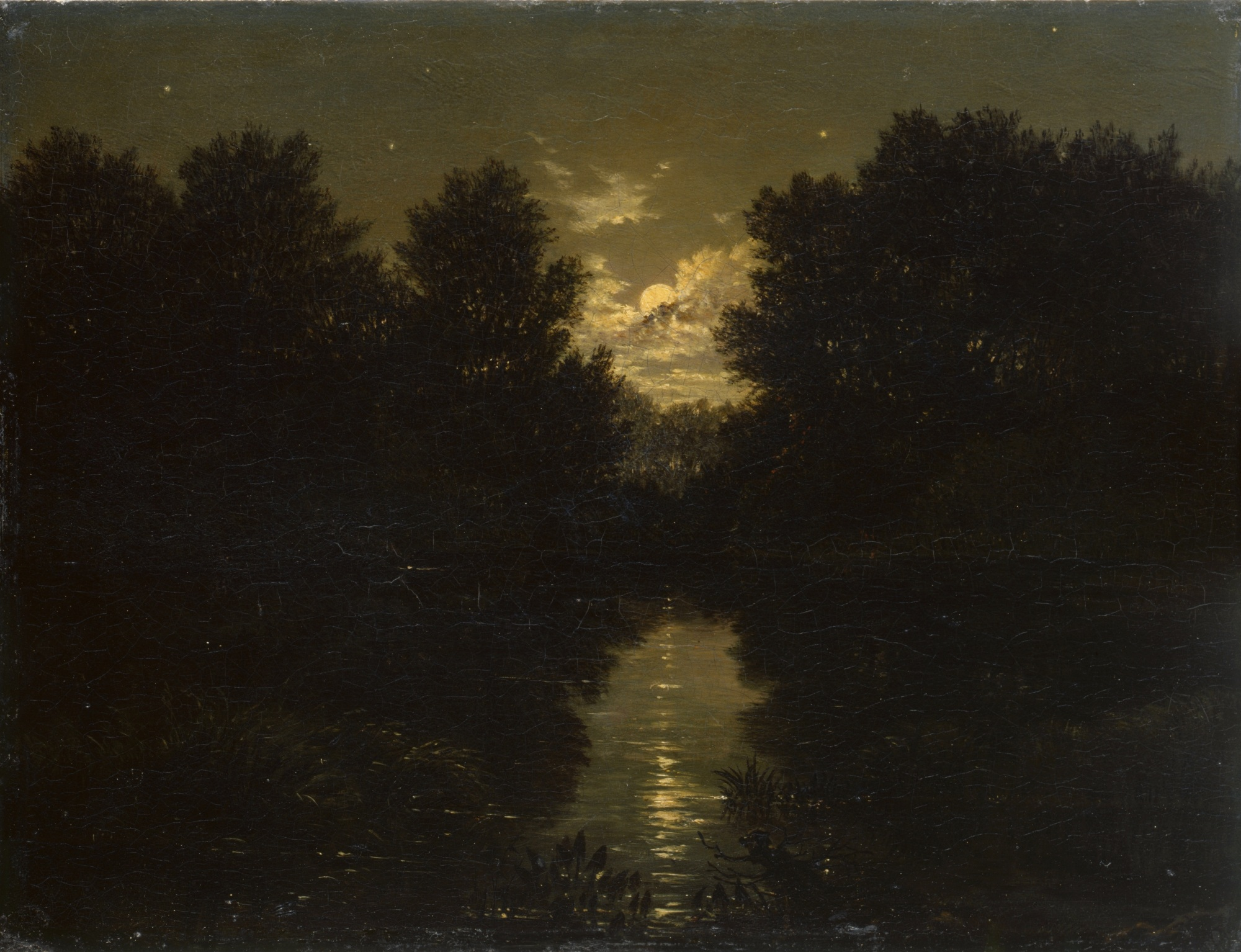
Krajina za svitu měsíce, 1859